# 안드레이 프로코피예프
안드레이 니콜라예비치 프로코피예프(러시아어: Андре́й Никола́евич Проко́пьев, 1972년 10월 29일 - )는 우드무르트 공화국의 미술가이다.